# Залесе (Козеницький повіт)
Залесе (пол. Zalesie) — село в Польщі, у гміні Ґневошув Козеницького повіту Мазовецького воєводства.
Населення — 101 особа (2011).
У 1975-1998 роках село належало до Радомського воєводства.

## Демографія
Демографічна структура станом на 31 березня 2011 року:
|          | Загалом | Допрацездатний вік | Працездатний вік | Постпрацездатний вік |
| -------- | ------- | ------------------ | ---------------- | -------------------- |
| Чоловіки | 56      | 5                  | 42               | 9                    |
| Жінки    | 45      | 6                  | 25               | 14                   |
| Разом    | 101     | 11                 | 67               | 23                   |